# ТЕС Джамалпур (United Power)
24°54′1″ пн. ш. 89°59′20″ сх. д. / 24.90028° пн. ш. 89.98889° сх. д.
ТЕС Джамалпур (United Power) — електрогенеруючий майданчик на півночі Бангладеш, створений компанією United Power.
В 21 столітті на тлі стрімкого зростання попиту в Бангладеш почався розвиток генеруючих потужностей на основі двигунів внутрішнього згоряння, які могли бути швидко змонтовані. Зокрема, компанія United Power створила ТЕС у Джамалпурі, котра складається із двох черг:
- у 2018 році став до ладу проєкт United Mymensingh Power загальною потужністю 200 МВт. Він має 21 генераторну установку Wärtsilä’s 20V32E, котрі через відповідну кількість котлів-утилізаторів від Thermax живлять дві парові турбіни від індійської компанії Triveni Turbine потужністю по 6,6 МВт;
- у 2019 році став до ладу проєкт United Jamalpur Power загальною потужністю 115 МВт. Він має 12 генераторних установок Wärtsilä’s 20V32E, котрі через відповідну кількість котлів-утилізаторів від Alfa Laval Aalborg живлять одну парову турбіну від індійської компанії Triveni Turbine потужністю 7,5 МВт.
Як паливо ТЕС споживає нафтопродукти.
Для видачі продукції майданчик підключили до електропідстанції 132 кВ.
Можливо відзначити, що в Джамалпурі також працює електростанція компанії PowerPac.